# Duosperma
Duosperma là chi thực vật có hoa trong họ Acanthaceae.